# Suzanne Frank
Suzanne Ingegerd Frank, ogift Fredholm, född 7 oktober 1957 i Lysekils församling, i dåvarande Göteborgs och Bohus län, är en svensk moderat politiker.
Hon är ordförande för landstingsstyrelsen i Kronoberg och ledamot i styrelsen för Sveriges Kommuner och Landsting.